# ماي ميلر
ماي ميلر (بالإنجليزية: May Miller)‏ هي مؤلفة وكاتِبة وشاعرة أمريكية، ولدت في 26 يناير 1899 في واشنطن العاصمة في الولايات المتحدة، وتوفي بنفس المكان في 8 فبراير 1995.

## وصلات خارجية
- ماي ميلر على موقع الموسوعة البريطانية (الإنجليزية)
- ماي ميلر على موقع إن إن دي بي (الإنجليزية)